# Sniper 2 - Missione suicida
Sniper 2 - Missione suicida (Sniper 2) è un film del 2002 diretto da Craig R. Baxley.
È il sequel del film One Shot One Kill - A colpo sicuro del 1993.

## Trama
Al sergente Tom Beckett viene affidata una missione top secret per far fuori un generale nonché il capo dei terroristi balcani, ma Beckett si trova a dover addestrare Jake Cole, un condannato a morte a cui è stata data la possibilità di guadagnarsi la parola.